# Anolis rejectus
Espèce
Synonymes
- Anolis vanidicus rejectus Garrido & Schwartz, 1972
- Anolis cupeyalensis montanus Garrido, 1975
- Anolis mimus Schwartz & Thomas, 1975

Anolis rejectus est une espèce de sauriens de la famille des Dactyloidae. 

## Répartition
Cette espèce est endémique de Cuba. Elle se rencontre dans la Sierra de Trinidad.

## Publication originale
- Garrido & Schwartz, 1972 : The Cuban Anolis spectrum complex (Sauria, Iguanidae). Proceedings of the Biological Society of Washington, vol. 85, p. 509-521 (texte intégral).